# Astropecten sumbawanus
Astropecten sumbawanus is een kamster uit de familie Astropectinidae.
De wetenschappelijke naam van de soort werd in 1917 gepubliceerd door Ludwig Döderlein.